# Gornij járás

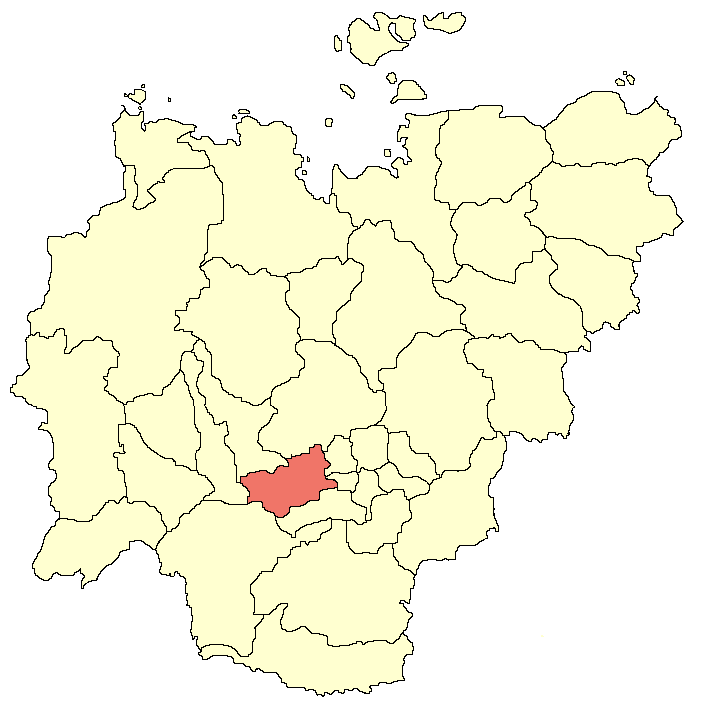
A Gornij járás Jakutföldön

A Gornij járás (oroszul Горный улус, jakut nyelven Горнай улууhа) Oroszország egyik járása Jakutföldön. Székhelye Bergyigesztyah.

## Népesség
- 2002-ben 11 422 lakosa volt, melyből 10 854 jakut (95,03%), 209 orosz (1,83%), 112 evenk, 57 even, a többi más nemzetiségű.
- 2010-ben 11 681 lakosa volt, melyből 11 241 jakut, 128 orosz, 81 evenk, 70 even stb.